# Дує Крстулович
Дує Крстулович (5 лютого 1953) — хорватський баскетболіст.
Олімпійський чемпіон 1980 року.
Чемпіон світу 1978 року.
Чемпіон Європи 1977 року, бронзовий призер 1979 року.